# هاينرش فيليب كونراد هينك
هاينرش فيليب كونراد هينك (بالألمانية: Heinrich Philipp Konrad Henke)‏ هو أستاذ جامعي ومدرس ألماني، ولد في 3 يوليو 1752 في Hehlen ‏ في ألمانيا، وتوفي في 2 مايو 1809 في هلمشتيت في ألمانيا.